# Norbert Nowak (Handballspieler, 1967)
Norbert Nowak (geboren am 26. Juni 1967) ist ein ehemaliger deutscher Handballspieler.
Nowak spielte schon in der Jugend bei TSV Bayer Dormagen, wo sein Vater als Mannschaftsbetreuer tätig war, und dann auch in der ersten Mannschaft, die in der Bundesliga aktiv war. Eingesetzt auf der Spielposition Linksaußen, bestritt er zwischen 1986 und 1996 für den TSV Bayer Dormagen 185 Bundesligaspiele, in denen er 171 Tore erzielte.
International spielte Nowak mit dem Team aus Dormagen im IHF-Pokal und im Europapokal der Pokalsieger. In der Spielzeit 1992/93 des IHF-Pokals stand er mit seinem Team im Finale. In der Spielzeit 1993/94 des Pokalsiegerwettbewerbs kam er bis ins Halbfinale. In diesen internationalen Partien warf er 17 Tore.

## Privates
Nowak ist verheiratet und hat zwei Kinder. Im Jahr 2007 lebte er in den Vereinigten Staaten, wo er für SAP tätig war.